# Pulsno-kodna modulacija
Pulsno-kodna modulacija (eng. pulse code modulation, PCM), način pretvaranja zvuka u binarne znamenke za digitalni prikaz, pa natrag u zvuk. Vizualna predodžba zvučnoga signala (more) se mjeri u ravnomjernim razmacima te amplituda naznačenoga mora za svako mjerenje.